# Don Juan (Molière)

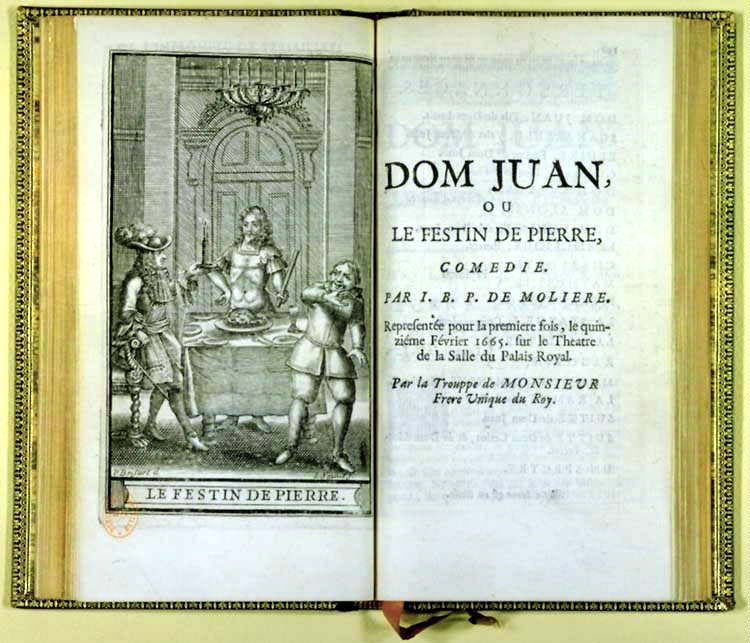
Páginas de las obras póstumas de Molière de 1682. En la ilustración, la estatua llega a la casa de don Juan....

Don Juan (Dom Juan ou le Festin de Pierre) es una tragicomedia de Molière en cinco actos estrenada el 15 de enero de 1665.

## Argumento
Basándose en la obra del español Tirso de Molina El burlador de Sevilla y convidado de piedra, la obra presenta a un personaje infiel, seductor, libertino, blasfemo, valiente e hipócrita: Don Juan, un señor noble y vividor que vive en Sicilia, colecciona conquistas amorosas, seduciendo a jóvenes de la nobleza y a sirvientas con el mismo éxito. Lo único que le interesa es la conquista y abandona a las mujeres tan pronto las goza. Sus conquistas le valen algunas enemistades y le obligan a batirse en algunos duelos, de los que, por otro lado, tampoco huye por esto. Plantea sus relaciones sexuales con las personas de su entorno con un cierto cinismo, y cuestiona a los homosexuales y los dogmas religiosos. Le gustan los desafíos, además del sexo con mujeres, hasta el desafío final: la cena con la estatua del Comendador que se lo llevará al más allá.

## Reacciones ante la obra
Esta obra de Molière suscitó una enorme polémica y que los devotos se levantaran contra Molière. Obra escrita inmediatamente después del Tartufo en la que Molière fustigaba la hipocresía de algunos devotos, ésta aparece, a los ojos de algunos religiosos de su época, como una apología del libertinismo. El único defensor de la religión parece ser Sganarelle, para quien la religión se parece mucho a la superstición y cuyo papel cómico es evidente. La obra sufrirá desde su segunda representación un ataque en toda regla. Se pedirá a Molière que suprima ciertas escenas (la del pobre) y algunos diálogos que aparentemente se mofaban de la religión. Sólo conseguirá publicarla en 1682 y en versiones censuradas. Habrá que esperar hasta 1884 para poder ver la representación en su versión original.

## Las intenciones de Molière
Molière alimenta la ambigüedad sobre sus intenciones al describir a un personaje que no es totalmente negativo. Es inteligente y valiente. En sus duelos verbales contra Sganarelle, contra su acreedor y contra su padre, gana de lejos. Por otro lado, su cinismo y su hipocresía están hechas para repugnar al espectador. 
De hecho, la obra es una reflexión sobre el libertinaje y sus excesos. Molière es partidario del libre pensamiento, pero respeta las convicciones religiosas. Ataca fundamentalmente todas las formas de hipocresía, tanto la del devoto Tartufo como la del libertino Don Juan capaz de todo para satisfacer sus apetitos. El final de Don Juan sirve de conclusión y moraleja: el cinismo y la hipocresía del personaje se castigan con la muerte.
El personaje de Sganarelle actúa de contrapunto, sirve para dar humanidad y comicidad a una obra que sin él sería bastante negra.

## Don Juan o la desmesura
Algunos han visto en Don Juan a un arquetipo de la desmesura.
Es un gran señor malvado, de una enorme insolencia. Don Juan maneja con maestría la ironía y el sarcasmo, la impertinencia y la ofensa, la falta de respeto y la blasfemia. Personifica la lucha despiadada entre el clasicismo y el barroco

## Filmografía
| Año  | Película                  | Director       | Personaje        | Premios             |
| ---- | ------------------------- | -------------- | ---------------- | ------------------- |
| 1991 | Don Juan en los infiernos | Gonzalo Suárez | Fernando Guillén | Goya al mejor actor |